# Cattenières
Cattenières és un municipi francès, situat a la regió dels Alts de França, al departament del Nord. L'any 2006 tenia 671 habitants. Limita al nord amb Carnières, a l'est amb Fontaine-au-Pire, al sud amb Haucourt-en-Cambrésis, a l'oest amb Wambaix i al nord-oest amb Estourmel.

## Demografia
| 1962                                       | 1968 | 1975 | 1982 | 1990 | 1999 | 2006 |
| ------------------------------------------ | ---- | ---- | ---- | ---- | ---- | ---- |
| 791                                        | 816  | 716  | 722  | 717  | 674  | 671  |
| Des de 1962: població sense dobles comptes |      |      |      |      |      |      |

## Administració
| Període | Identitat      | Partit |
| ------- | -------------- | ------ |
| 2001-   | Xavier Lemoine |        |